# Platypalpus formosanus
Platypalpus formosanus är en tvåvingeart som beskrevs av Frey 1943. Platypalpus formosanus ingår i släktet Platypalpus och familjen puckeldansflugor.
Artens utbredningsområde är Taiwan. Inga underarter finns listade i Catalogue of Life.